# Presqu'île de l'Ormelat
La presqu'île de l'Ormelat, souvent improprement appelée île de l'Ormelat ou simplement l'Ormelat, est un terrain insulaire de formation artificielle sur la Seine située à Nogent-sur-Seine, en France.

## Situation et accès
Le terrain est situé à l'ouest du territoire communal de Nogent-sur-Seine, et plus largement au nord-ouest du département de l'Aube.

## Histoire
La boucle de l'Ormelat est avant tout un lieu-dit boisé entouré par un méandre de la Seine. Entre le début des années 1980 et le milieu des années 1990[source insuffisante], on y établit une coupure navigable ce qui permet une accessibilité du fleuve à un gabarit européen. Le méandre est alors barré avec un remblai de terre — au sud de cette île nouvellement formée — qui assure depuis son accès et caractérise la nature d'une presqu'île.
Une promenade d'environ 2 km au bord du bras de Seine a été amenagé sur le pourtour de la presqu'île. On y également aménage un « parcours spécial carpe » pour la pêche. Par ailleurs, le terrain est particulièrement confronté à des problèmes de pollution se matérialisant par les nombreux déchets abandonnés par des promeneurs,.

## Géomorphologie
La presqu'île présente des berges naturelles où l'érosion est faible. La digue d'accès formée par le remblai fractionne l'ancien bras de Seine, ce qui limite les vitesses d'écoulement de l'eau qui en deviennent quasi-nulles. Ainsi, cette anthropisation réduit les possibilités d'érosion des berges de l'Ormelat par les débits courants.